# Abraham de Haen
Abraham de Haen (Amsterdam, 6 april 1707 - aldaar, 8 augustus 1748), bijgenaamd "de Jongere", was een Nederlands dichter en tekenaar. Hij was een zoon van Abraham de Haen ("de Oudere"), die eerst graankoopman en later boekhouder was, en Anna Preyger. Zelf bleef hij ongehuwd. 
Hoewel hij voorbestemd was tot de rechtenstudie, trok de tekenkunst hem meer aan, waartoe hij in de leer ging bij Cornelis Pronk, met wie hij goed bevriend werd. In 1722 en 1723 maakte hij al tochten naar onder meer Zuilichem, Maarssen, waarvan hij de bijzonderheden al tekenende vastlegde. Hij schreef een gedicht voor het boek De Lustplaats Soelen van Claas Bruin en in 1725 was hij intekenaar voor het Kabinet van Nederlandsche Oudheden en Gezichten van Abraham Rademaker, dat 300 afbeeldingen van kerken, kloosters en kastelen bevatte. Ook was hij bevriend met de veel oudere Amsterdamse lakenkoopman, topograaf en geschiedkundige Andries Schoemaker (1660-1735). Vanaf 1729 maakten Pronk, Schoemaker en De Haen samen tekenwandelingen, waarbij Schoemaker de topografische aantekeningen leverde.
In de Hedendaagse Historie of Tegenwoordige staat van alle volken, uitgegeven door Isaac Tirion in 1729, zijn drie tekeningen van De Haen opgenomen en in het door dezelfde uitgever vanaf 1745 uitgegeven Het Verheerlijkt Nederland zijn 79 van de opgenomen 756 afbeeldingen gebaseerd op werk van De Haen.
Gegevens omtrent zijn levensloop zijn te vinden in het voorwoord bij zijn dichtbundel De Herderszangen en Mengeldichten van Abraham de Haen die in 1751 na zijn overlijden werd uitgegeven door Sara Maria van der Wilp (1716-1803). Zij was een dochter van Jessica Preyger, een zuster van Abrahams moeder. Hierin werd gewag gemaakt van zijn Gezichten van Landschappen, Steden, Sloten, enz., die den roem van alle Oordeelkundigen wegdraagen, alsmede van zijn herderszangen, wier zoetvloeijenheid en weligheid zo streelend is, dat zy elks goedkeuring verdienen.
Ook Johan van Gool en Jan Wagenaar, die hem in zijn Amsterdam, in zyne opkomst, aanwas, geschiedenissen etc. opnam bij de Vermaarde personaadjen, waren vol lof over hem.

## Externe bron
- Bert Kolkman, studie naar Abraham de Haen

- Bibliothèque nationale de France: cb14975401c (data)
- Biografisch Portaal: 77186932
- Digitale Bibliotheek voor de Nederlandse Letteren: haen001
- Gemeinsame Normdatei: 143821474
- International Standard Name Identifier: 0000 0001 2128 4418
- KulturNav: d2a81c6a-84b2-406d-9144-ee5fd93b0309
- Library of Congress Control Number: n2011049371
- Nederlandse Thesaurus van Auteursnamen: 071865772
- RKD-Nederlands Instituut voor Kunstgeschiedenis: 35130
- Système universitaire de documentation: 151095639
- Union List of Artist Names: 500016135
- Virtual International Authority File: 37190827
- WorldCat: E39PBJvhpdgMRbTMCWW8W3bmVC